# Tamarack (Minnesota)
Tamarack es una ciudad ubicada en el condado de Aitkin en el estado estadounidense de Minnesota. En el Censo de 2010 tenía una población de 94 habitantes y una densidad poblacional de 10,15 personas por km².

## Geografía
Tamarack se encuentra ubicada en las coordenadas 46°39′10″N 93°7′31″O / 46.65278, -93.12528. Según la Oficina del Censo de los Estados Unidos, Tamarack tiene una superficie total de 9.26 km², de la cual 9.26 km² corresponden a tierra firme y (0%) 0 km² es agua.

## Demografía
Según el censo de 2010, había 94 personas residiendo en Tamarack. La densidad de población era de 10,15 hab./km². De los 94 habitantes, Tamarack estaba compuesto por el 97.87% blancos, el 0% eran afroamericanos, el 1.06% eran amerindios, el 0% eran asiáticos, el 0% eran isleños del Pacífico, el 0% eran de otras razas y el 1.06% pertenecían a dos o más razas. Del total de la población el 0% eran hispanos o latinos de cualquier raza.